# Oligonychus hortulanus
Oligonychus hortulanus är en spindeldjursart som beskrevs av Meyer 1974. Oligonychus hortulanus ingår i släktet Oligonychus och familjen Tetranychidae. Inga underarter finns listade i Catalogue of Life.